# Стефан Радоњић
Стефан Радоњић (Београд, 28. новембар 1991) српски је позоришни, телевизијски и филмски глумац.

## Каријера
Стефан Радоњић рођен је 28. новембра 1991. године у Београду. Прву улогу остварио је као средњошколац, у телевизијској серији Приђи ближе из 2010, у којој је тумачио Чукија. Студије глуме уписао је на савет Анице Добре, а дипломирао је на Факултету драмских уметности, у класи професора Владимира Јевтовића. Са њим на класи студирали су Јована Гавриловић, Ивана Дудић, Јелисавета Караџић, Ива Кевра, Бранкица Себастијановић, Анита Стојадиновић, Богдан Богдановић, Милош Ђуровић и Душан Матејић.
У кратком филму Добар сусед, тумачио је мању улогу, а играо је и у остварењима Бићемо прваци света, односно Добра жена. Такође, једну од улога остварио је и у серији Синђелићи, након чега је играо у још неколико великих телевизијских пројеката.
Поред телевизијских и филмских остварења, Радоњић је своју позоришну каријеру започео у Београдском драмском позоришту. Ту је остварио једну од мањих улога у представи Кад су цветале тикве, док је у наредним годинама тумачио запаженије роле у комадима Случај: Рупа, Расло ми је бадем дрво, односно обновљеној поставци наслова Мачка на усијаном лименом крову. Једна од улога поверена му је и у ауторском пројекту Срђана Ј. Карановића, под називом Не оклевај! Импровизуј!, који је премијерно изведен на сцени Академског културно-уметничког друштва „Бранко Крсмановић“, оквиру манифестације „Човек и позориште“, а потом увршен у репертоар Установе културе „Вук Стефановић Караџић“. Остварио је и лик Дениса Гулија, сина директора позоришта, у Звездара театру, као и Гуле у пројекту SALIGIA на сцени „Ludum Ludum“ театра.

## Улоге

### Позоришне представе
| Представа                       | Улога                                                      | Текст                | Драматургија /адаптација/         | Режија                         | Позориште                    | Премијера          |
| ------------------------------- | ---------------------------------------------------------- | -------------------- | --------------------------------- | ------------------------------ | ---------------------------- | ------------------ |
| Кад су цветале тикве            |                                                            | Драгослав Михаиловић | Бобан Скерлић и Марко Мисирача    | Бобан Скерлић и Марко Мисирача | Београдско драмско позориште | 24. мај 2014.      |
| Бајка о позоришту               | Денис Гули, Даниелов син (алтернација са Петром Стругаром) | Владимир Ђурђевић    | Владимир Ђурђевић                 | Марко Мисирача                 | Звездара театар              | 26. децембар 2014. |
| Не оклевај! Импровизуј!         |                                                            | Срђан Ј. Карановић   | Срђан Ј. Карановић                | Срђан Ј. Карановић             | АКУД „Бранко Крсмановић“     | 1. април 2017.     |
| Случај: Рупа                    | Он                                                         | Ежен Јонеско         | Стефан Радоњић Јелисавета Караџић | Ангелчо Илиевски               | Београдско драмско позориште | 17. јануар 2018.   |
| Самци и самице                  |                                                            | Раде Вукотић         | Раде Вукотић                      | Раде Вукотић                   | Академија 28                 | 14. октобар 2018.  |
| Расло ми је бадем дрво          | Благоје                                                    | Живојин Павловић     | Милена Павловић Чучиловић         | Милена Павловић Чучиловић      | Београдско драмско позориште | 29. новембар 2018. |
| SALIGIA                         | Гула                                                       |                      | Теодора Ристовски                 | Петар Ристовски                | Ludum Ludum                  | 31. мај 2019.      |
| Мачка на усијаном лименом крову | Брик                                                       | Тенеси Вилијамс      | Тенеси Вилијамс                   | Наташа Поплавска               | Београдско драмско позориште | 14. јун 2019.      |

### Филмографија
| Год.       | Назив                            | Улога                     |
| ---------- | -------------------------------- | ------------------------- |
| 2010.      | Приђи ближе                      | Чуки                      |
| 2014.      | Митићи — ДНК (Да није комшијин?) | Петар                     |
| 2015.      | Бићемо прваци света              | Миленко Новаковић         |
| 2015.      | Добар сусед                      |                           |
| 2015.      | Заборављени умови Србије         |                           |
| 2016.      | Добра жена                       | Никола                    |
| 2016.      | Прваци света                     | Борис                     |
| 2016.      | Moonlight                        | Марко                     |
| 2016—2017. | Синђелићи                        | Новак Милошевић           |
| 2016—2019. | Убице мог оца                    | Игор / портпарол полиције |
| 2017—2019. | Истине и лажи                    | Џери                      |
| 2018.      | Патуљци са насловних страна      | Аца                       |
| 2018.      | Немањићи — рађање краљевине      | Радослав старији          |
| 2018.      | Заспанка за војнике              |                           |
| 2019.      | Ургентни центар                  | Јован Франић              |
| 2019.      | Сенке над Балканом               | Мољац                     |
| 2020.      | Југословенка                     | Стефан Ристић             |
| 2021.      | Династија                        | Адам Кадић                |
| 2023.      | Закопане тајне                   | Тадија Додер              |
| 2024.      | Недеља                           | Цакун                     |